# We'll Be Coming Back
«We'll Be Coming Back» —en español: «Volveremos»— es una canción realizada por el disc jockey y productor escocés Calvin Harris, que se incluye en el tercer álbum de estudio de Harris, 18 Months, y en el cuarto álbum de Example, The Evolution of Man, se incluyó a manera de bonus track. Cuenta con la colaboración en las voces, del rapero británico, Example. Fue lanzado como sencillo el 27 de julio de 2012. La canción debutó en la segunda ubicación del UK Singles Chart, consiguiendo así, su cuarto sencillo en ocupar el #2 de manera consecutiva. Mientras que obtuvo la primera posición en las listas musicales de Escocia e Irlanda.

## Video musical
El video fue dirigido por Saman Keshavarz y estrenado el 7 de julio de 2012. Fue filmado en Hollywood Hills en Los Ángeles, California en junio de 2012, y es protagonizada por Harris y el Example haciendo de ladrones. Después de enterrar lo que han robado, luego de un tiempo, ambos deciden retornar para recuperar el botín. Al llegar al lugar, son interceptados por una mujer policía quien había seguido su pasos anteriormente. Resulta que la oficial había llegado primero al lugar, y se lo llevó dejando como evidencia su tarjeta de identificación. Además del robo, el video cuenta con una serie de las persecuciones de coches de alta velocidad y confrontaciones con la policía.
En el video fueron utilizados automóviles deportivos, en el que muestra a Example conduciendo un Porsche y Harris, una Ferrari, en el que se confirmó que varios vehículos fueron dañados durante la filmación del vídeo.

## Lista de canciones
| Reino Unido — Descarga digital (Remixes) |                                                |          |  |
| N.º                                      | Título                                         | Duración |  |
| 1.                                       | «We'll Be Coming Back» (Radio Edit)            | 3:56     |  |
| 2.                                       | «We'll Be Coming Back» (Original Extended Mix) | 6:34     |  |
| 3.                                       | «We'll Be Coming Back» (Michael Woods Remix)   | 5:18     |  |
| 4.                                       | «We'll Be Coming Back» (Killsonik Remix)       | 5:32     |  |
| 5.                                       | «We'll Be Coming Back» (R3hab EDC NYC Remix)   | 6:09     |  |
| 6.                                       | «We'll Be Coming Back» (R3hab EDC Vegas Remix) | 5:57     |  |
| 7.                                       | «We'll Be Coming Back» (Jacob Plant Remix)     | 5:02     |  |

## Posicionamiento en listas y certificaciones
| Lista (2012)                                | Mejor posición |
| ------------------------------------------- | -------------- |
| Australia (ARIA)                            | 8              |
| Bélgica (Flandes) (Ultratip Bubbling Under) | 4              |
| Bélgica (Valonia) (Ultratip Bubbling Under) | 1              |
| República Checa (Rádio Top 100)             | 24             |
| Dinamarca (Tracklisten)                     | 5              |
| Eslovaquia (Rádio Top 100)                  | 47             |
| Escocia (The Official Charts Company)       | 1              |
| Estados Unidos (Hot Dance Club Songs)       | 44             |
| Estados Unidos (Dance/Electronic Songs)     | 15             |
| Finlandia (OFC)                             | 10             |
| Hungría (Dance Top 40)                      | 6              |
| Hungría (Rádiós Top 40)                     | 1              |
| Irlanda (IRMA)                              | 1              |
| Nueva Zelanda (Recorded Music NZ)           | 16             |
| Países Bajos (Dutch Top 40)                 | 30             |
| Reino Unido (UK Dance Chart)                | 2              |
| Reino Unido (UK Singles Chart)              | 2              |
| Suecia (Sverigetopplistan)                  | 5              |

| País          | Organismo certificador | Certificación  | Ventas  | Ref.   |
| ------------- | ---------------------- | -------------- | ------- | ------ |
| Australia     | ARIA                   | 2× Platino     | 140 000 | [ 25 ] |
| Nueva Zelanda | RIANZ                  | Oro            | 7 500   | [ 26 ] |
| Reino Unido   | BPI                    | Disco de Plata | 200 000 | [ 27 ] |

#### Sucesión en listas
| Anterior: «Spectrum (Say My Name)» de Florence and the Machine | Irish Singles Chart — Sencillo número uno 2 de agosto de 2012 — 8 de agosto de 2012 | Siguiente: «How We Do (Party)» de Rita Ora |
| Anterior: «Spectrum (Say My Name)» de Florence and the Machine | Scottish Singles Chart — Sencillo número uno 4 de agosto de 2012 — 10 de agosto     | Siguiente: «Heatwave» de Wiley Ft. Ms. D   |

## Historial de lanzamientos
| País           | Fecha               | Discográfica                      | Formato          |
| -------------- | ------------------- | --------------------------------- | ---------------- |
| Australia      | 27 de julio de 2012 | Sony Music                        | Descarga digital |
| Nueva Zelanda  | 27 de julio de 2012 | Sony Music                        | Descarga digital |
| Irlanda        | 27 de julio de 2012 | Sony Music                        | Descarga digital |
| Reino Unido    | 29 de julio de 2012 | Fly Eye Records, Columbia Records | Descarga digital |
| Estados Unidos | 29 de julio de 2012 | Ultra Records                     | Descarga digital |